# Chōshō-ji
Le Ishiizan Chōshō-ji (石井山長勝寺) est un temple bouddhiste de la secte Nichiren Shū situé dans la ville de Kamakura au Japon. C'est l'un d'un groupe de trois construits à proximité du site à Matsubagayatsu (« vallée d'aiguilles de pins » (松葉ヶ谷) où Nichiren, fondateur de la secte bouddhiste qui porte son nom, est censé avoir eu sa cabane. La première partie de son nom dérive du nom du fondateur (Ishii), la seconde est une lecture alternative des caractères pour Nagakatsu, prénom du fondateur.

## Nichiren, Matsubagayatsu et Chōshō–ji
Kamakura est connu parmi les Bouddhistes pour avoir été au cours du XIIIe siècle le berceau du Bouddhisme de Nichiren. Nichiren, son fondateur n'était pas originaire de la ville puisqu'il est né dans la province d'Awa, l'actuelle préfecture de Chiba, mais il était tout naturel pour un prédicateur de venir à Kamakura, car à cette époque la ville était le centre culturel et politique du pays. Il installe sa cabane dans le quartier Matsubagayatsu où trois temples, (Ankokuron-ji, Myōhō–ji et Chōshō-ji), rivalisent depuis des siècles pour avoir l'honneur de pouvoir se revendiquer seul héritier du maître. Chacun prétend se trouver à l'endroit même où était sa cabane, mais aucun ne peut prouver ses allégations. Le Shinpen Kamakurashi, un guide de Kamakura commandé par Tokugawa Mitsukuni en 1685, mentionne déjà une relation tendue entre Myōhō–ji et Chōshō-ji. Quoi qu'il en soit, lorsque les deux temples sont finalement allés en justice, le tribunal du shogunat a émis en 1787 un jugement accordant à Myōhō–ji le droit de revendiquer être le lieu où Nichiren avait son ermitage. Il semble qu'Ankokuron-ji n'a pas participé au procès parce que la position officielle du gouvernement était que Nichiren y avait d'abord sa cabane quand il est arrivé à Kamakura, mais qu'il en a construit une autre près de Myoho-ji après son retour d'exil d'Izu en 1263. Ce que Chōshō-ji prétend être les restes de la cabane se trouvent près de l'entrée du cimetière Zaimokuza Reien, hors de l'enceinte du temple,.
Le temple a été construit par Ishii Nagakatsu seigneur de cette terre, en 1263, dix ans après les deux autres. Même s'il a vraiment été construit à l'origine avec Ankokuron-ji et Myōhō–ji  par Nichiren lui-même quand il est entré à Kamakura, le temple actuel est cependant tout simplement une reconstruction ultérieure par quelqu'un d'autre. Quelle que soit la vérité, Chōshō-ji semble donc être la partie du différend ayant les arguments les plus faibles. 

## Caractéristiques du temple

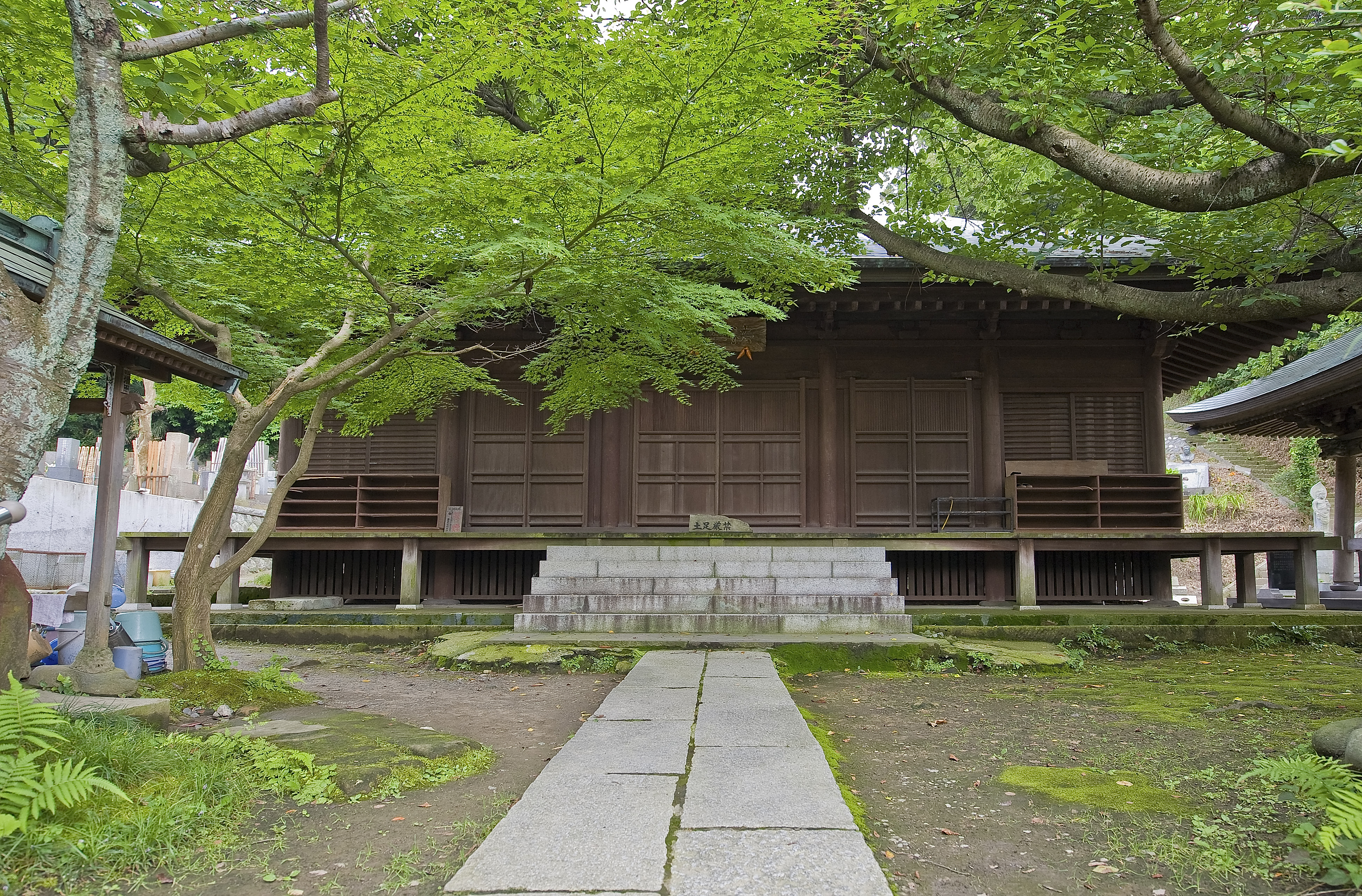
Hokke-dō de Chōshō-ji

À côté de la porte du temple se dresse une immense statue de Nichiren lui-même entouré des quatre rois célestes qui sont là pour le protéger et le servir. 
Parce qu'à l'époque de sa persécution Nichiren a été sauvé par un singe blanc qu'on croit être un serviteur du dieu Taishakuten, le grand bâtiment derrière la statue (le Taishaku-dō) lui est dédié. 
Un peu au-dessus du Taishaku-dō se tient le Hokke-dō, petit édifice qui est de facto le bâtiment principal du temple. Le bâtiment, construit durant l'époque Muromachi, est un bien culturel important du Japon qui contient lui-même trois autres biens culturels importants, un gong (waniguchi), une table à manger laquée (kakeban) et un chandelier (shokudai). 
Chaque année le 11 février le temple accueille le Daikokutōe Seiman Matsuri (大国祷会成満祭り), cérémonie au cours de laquelle les prêtres bouddhistes s'aspergent eux-mêmes d'eau froide afin de prier pour la sécurité du pays. Environ 150 prêtres Nichiren de tout le pays viennent ici pour la cérémonie, participation qui constitue une condition préalable pour être autorisé à effectuer des services religieux.